# Fritz Tarp
Fritz Albert "Greven" Tarp (født 2. august 1899 i Ringsted, død 9. januar 1958 på Frederiksberg i København) var en dansk fodboldspiller og direktør.
I sin klubkarriere spillede Tarp, der var forsvarsspiller, først i Hellerup IK og kom som ungdomsspiller til B.93, hvor han spillede 250 kampe og scorede 28 mål for klubben i perioden 1916-1936. Han vandt DM fem gange: 1927, 1929, 1930, 1934 og 1935. 
Tarp debuterede på landsholdet som 18-årig i en venskabskamp mod Norge 1918 i Kristiania, en kamp som Danmark tabte 1-3. Han deltog som reserve ved OL i Antwerpen. Det blev til 44 landskampe, og hans sidste landskamp i 1934 var en venskabskamp mod Tyskland i Idrætsparken som Danmark tabte 2-5. Han blev den ottende 25-landskampsjubilar i 1927 mod Tyskland.
Tarp havde en rolle som dansk landsholdsspiller i Per-Axel Branners svenske spillefilm Hans livs match (1932) og har stået model til billedhuggeren Jean Gauguins bronzestatue på Klosterfælleden ved Borgmester Jensens Allé. Skulpturen blev stillet op i 1939 og forestiller en fodboldspiller, der står med løftet ben efter en lang aflevering. 
Efter sin aktive karriere var Tarp leder både i B.93, Stævnet og i DBU, hvor han var formand for udtagelseskomiteen. Han modtog DBU's guld-emblem i 1957. Han døde 9. januar 1958 på Frederiksberg Hospital